# Часовня Сергия Радонежского у Ильинских ворот
Часо́вня преподо́бного Се́ргия Ра́донежского у Ильинских ворот — существовавшая в 1863—1927 гг. часовня у Ильинских ворот Китай-города с внешней стороны крепостной стены (в конце Ильинки, на месте проезжей части Новой площади). Принадлежала Гефсиманскому скиту Троице-Сергиевой лавры.

## История

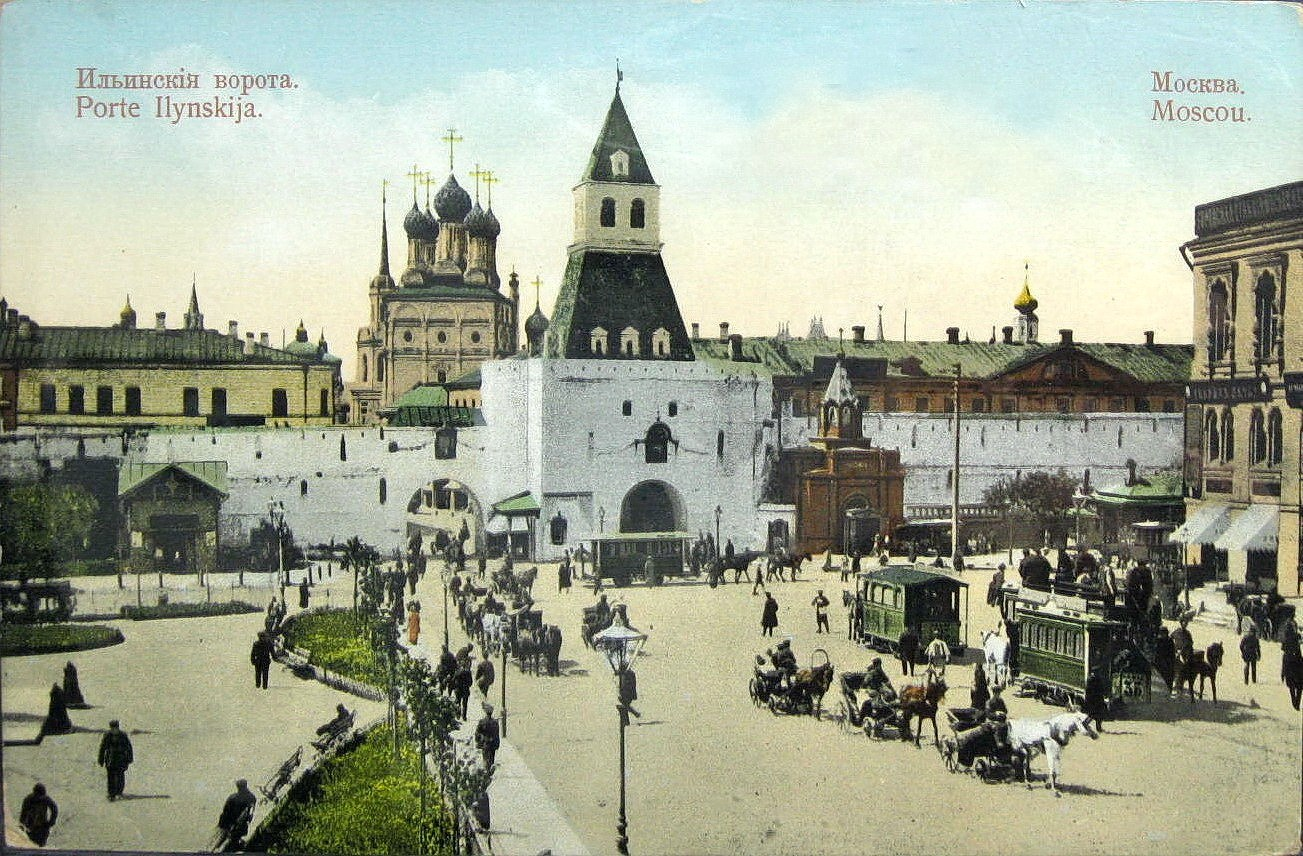
Сергиевская часовня справа от Ильинских ворот.

11 сентября 1862 года к северу от Ильинских ворот состоялась закладка Сергиевской часовни Гефсиманского скита, основанного в 1844 году. Строительство завершилось 1863 году. В часовне находились иконы из Лавры, в их числе — Владимирская икона Божией Матери XV века.
В 1927 году Сергиевская часовня была снесена. Башню Ильинских ворот снесли в 1933 году. Иконы Сергиевской часовни перенесли в церковь Гребнёвской иконы Божией Матери.